# 미하엘 프레츠
미하엘 프레츠(Michael Preetz, 1967년 8월 17일, 노르트라인베스트팔렌주 뒤셀도르프 ~)는 은퇴한 독일의 축구 선수이다. 그는 현역 시절 독일 리그에서만 활약하였고, 포르투나 뒤셀도르프, 1. FC 자르브뤼켄, MSV 뒤스부르크, 그리고 SG 바텐샤이트 09을 거쳤다. 그는 7년간 헤르타 BSC 베를린에서의 활약으로 인상을 주었다. 현역 은퇴 후, 그는 헤르타에 남았고, 매니저가 되었다.

## 매니저 경력
2009년 6월 7일, 프레츠는 헤르타 BSC 베를린의 매니저가 되었다. 이전의 매니저는 VfB 슈투트가르트와 FC 바이에른 뮌헨에서 활약하던 공격수 디터 회네스였다.
| 팀                | 취임           | 해임 | 기록 | 기록 | 기록 | 기록 | 기록   |
| 팀                | 취임           | 해임 | 전   | 승   | 무   | 패   | 승률   |
| ----------------- | -------------- | ---- | ---- | ---- | ---- | ---- | ------ |
| 헤르타 BSC 베를린 | 2009년 6월 7일 | 현재 | 88   | 35   | 19   | 34   | 39.77% |
| 합계              | 합계           | 합계 | 88   | 35   | 19   | 34   | 39.77% |

## 수상
- DFB-리가포칼
  - 우승: 2001, 2002
  - 준우승: 2000
- 푸스발-분데스리가 득점왕: 1998-99